# 芭蕉天神宮
芭蕉天神宮（ばしょうてんじんぐう）は、静岡県富士宮市内房大晦日にある神社。

## 社伝
祭神に関する伝承が残り、時の勅使が富士山本宮浅間大社へ下向した際の帰路の途中に病で没したため、これを葬り祀ったという。また今際の際、病気の人を癒やすと言い残したともいう。
この伝承から病を患った者が祈願すれば功があるとされ、『駿河記』には「此神病気の祈に験ありとて四方遠方より詣人群集す」とある。
また大正時代に編纂された『庵原郡誌』に「爾来信者ノ来賽スルモノ漸ク多シ、近年二至リ祭日ハ殊二殷賑ヲ極ム」とあるように、祭日には多くの参拝者が居た。
当社が位置する大晦日は中世においては交通の要衝に位置しており、往古は人通りが多かった地域である。
また「馬上の天神」とも称され、『駿河記』は勅使が通行した際に馬上で立願したところたちまち病が癒えたという由来を一説として記している。『庵原郡誌』は「病ヲ得テ馬上二薨ス」とし、勅使が馬上で没したという由来を採り、それが転じて「芭蕉」と称されるようになったとしている。また『駿河志料』は「近世芭蕉天神と云」としている。
現在紹介されている社伝では、上記の勅使を久我長通としている。また近場に「久我大納言石」と「右由井 ミち 左天神」と記された道標が残る。